# فرودگاه پلیکان نروز
فرودگاه پلیکان نروز (به انگلیسی: Pelican Narrows Airport) یک فرودگاه همگانی است که یک باند فرود شن دارد و طول باند آن ۸۳۱ متر است. این فرودگاه در کشور کانادا قرار دارد و در ارتفاع ۳۷۹ متری از سطح دریا واقع شده است.